# Четтеке-Узень

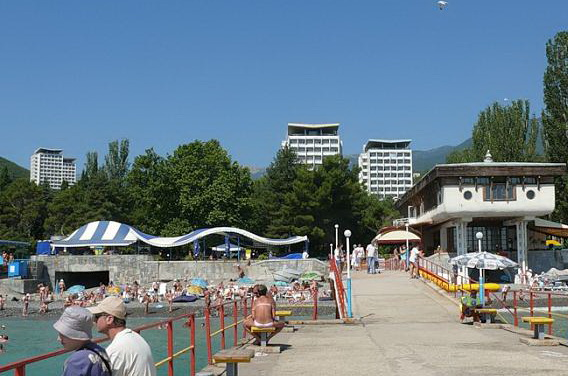
Водопропускное сооружение в устье реки Четтеке-Узень на территории военного санатория Крым, Партенит. (В летнее время водоток пересыхает или впадает в море ниже уровня галечного пляжа, в зимнее и во время ливней водоток открытый).

Четтеке-Узень (также без названия, Токата; укр. Четтеке-Узень) — малая река на Южном берегу Крыма, длиной 5,4 км, площадь водосбора 4,8 км².
В справочнике «Поверхностные водные объекты Крыма» — река без названия, Игорь Белянский приводит название Четтеке-Узень, которое закрепилось на современных картах. В. И. Лебединский в книге «Партенитская долина от моря и до гор» называет реку Токата.
Река берёт начало в урочище Буюк-Ерлер, на южном склоне Главной гряды Крымских гор. Вначале течёт по оврагу Фтидя-Дереси, затем с севера и востока огибает гору-лакколит Аю-Даг. Впадает в Чёрное море между восточными отрогами Аю-Дага южнее Партенита. В книге «Крым. Географические названия…» приведено название впадающего слева в Фтидя-Дереси оврага — Гурдым-Багы-Дересы. В верховье реки находится сезонный водопад высотой около 5 м.